# 秃哈帖木儿
秃哈帖木儿（?—?），元朝大臣，又作秃儿哈帖木儿，元文宗时中书平章政事。
泰定三年（1326年）六月癸酉朔，四川行省平章政事秃哈帖木儿请终母丧，泰定帝准许。后来转任同知枢密院事。元文宗天历元年（1328年），升任知枢密院事。泰定帝死后，元文宗派他随右丞相燕帖木儿奉皇帝玉玺去迎立元明宗。至顺二年（1331年），升任为中书省平章政事。至顺三年（1332年），为知枢密院事。